# Pellucens lactea
Pellucens lactea är en fjärilsart som beskrevs av Bethune-Baker 1910. Pellucens lactea ingår i släktet Pellucens och familjen tofsspinnare. Inga underarter finns listade i Catalogue of Life.